# Nils Johan Wilhelm Scheutz
Nils Johan Wilhelm Scheutz, född den 8 april 1836 i Ökna socken, Jönköpings län, död den 26 februari 1889 i Växjö, var en svensk botanist. Han var av samma släkt som Georg och Edvard Scheutz.
Scheutz blev filosofie magister i Uppsala 1857, kollega i Västervik 1859, adjunkt i Växjö 1862 och lektor där i naturalhistoria och latin 1872. Scheutz utgav en förtjänstfull Smålands flora (1864) och framställde även i andra skrifter samma landskaps vegetation och växtgeografi, varjämte han skrev Prodromus monographice Georum (1870) och i Studier öfver de skandinaviska arterna af slägtet Rosa (1872) med flera uppsatser sökte utreda rossläktets svenska former. I monografin Plantae vasculares Jeniseenses (1888) bearbetade Scheutz de under Nordenskiölds Jenisejexpeditioner av åtskilliga svenska botanister hemförda samlingar. Av hans hand finns även Svenska fanerogamernas och bräkenarternas vetenskapliga namn (1868), Om de svenskar, efter hvilka växtslägten blifvit uppkallade (i Botaniska notiser, 1863), Biografiska anteckningar om lektorer vid Wexiö läroverk från gymnasii stiftelse 1643 (1878–1880) med mera.